# Francisco de Ibarra (arzobispo)
Francisco de Ibarra y Herrera (Guacara, Capitanía General de Venezuela , 19 de septiembre de 1726 - Caracas, Capitanía General de Venezuela , 19 de septiembre de 1806) fue un arzobispo venezolano. En 1791 llegó a ser primer obispo de la Diócesis de Guayana y posteriormente en 1803 primer arzobispo de la Arquidiócesis de Caracas.

## Biografía
Fue rector de la Real y Pontificia Universidad de Caracas entre 1754 y 1758.
Cursó estudios eclesiásticos en el Seminario de Caracas y en la Real y Pontificia Universidad, graduándose de doctor en cánones en 1750. Luego siendo sacerdote, fue teniente del vicario capitular Carlos Herrera quien estaba en ejercicio del gobierno eclesiástico, por muerte del obispo Manuel Machado y Luna, desde 1752 hasta 1753. 
En 1791 fue elevado al cargo de dignidad episcopal por el papa Pío VI y como primer obispo de Guayana por el obispo de Puerto Rico.